# Хереггер, Зелина
Зелина Хереггер (нем. Selina Heregger; род. 29 апреля 1977, Лиенц) — австрийская горнолыжница, успешно выступавшая в скоростном спуске, супергиганте, гигантском слаломе и комбинации. Представляла сборную Австрии по горнолыжному спорту в 1994—2005 годах, бронзовая призёрка чемпионата мира, серебряная и бронзовая призёрка этапов Кубка мира, обладательница Кубка Европы в общем зачёте, участница зимних Олимпийских игр в Солт-Лейк-Сити.

## Биография
Зелина Хереггер родилась 29 апреля 1977 года в городе Лиенц земли Тироль, Австрия. Впервые встала на лыжи в возрасте трёх лет, проходила подготовку в Иршене в местном одноимённом клубе SV ASKÖ Irschen.
Начиная с 1994 года постоянно состояла в составе австрийской национальной сборной и принимала участие в различных международных соревнованиях, в частности регулярно выезжала на этапы Кубка Европы.
В 1996 году на чемпионате мира среди юниоров в Швейцарии завоевала золотые медали в скоростном спуске и комбинации, тогда как в программе гигантского слалома стала серебряной призёркой.
В 2001 году побывала на мировом первенстве в Санкт-Антоне, откуда привезла награду бронзового достоинства, полученную в скоростном спуске — пропустила вперёд только титулованных соотечественниц Михаэлу Дорфмайстер и Ренату Гётшль.
Благодаря череде удачных выступлений удостоилась права защищать честь страны на зимних Олимпийских играх 2002 года в Солт-Лейк-Сити — финишировала шестой в скоростном спуске, оказалась одиннадцатой в комбинации, в то время как в гигантском слаломе провалила вторую попытку и не показала никакого результата.
Впоследствии оставалась действующей спортсменкой вплоть до 2005 года. В течение своей спортивной карьеры Хереггер в общей сложности 23 раза поднималась на подиум различных этапов Кубка Европы, в том числе четыре этапа выиграла. Дважды побеждала в итоговом зачёте гигантского слалома и один раз в общем зачёте всех дисциплин. В Кубке мира её результаты скромнее — имеет в послужном списке одну серебряную медаль и одну бронзовую.
Награждена золотым знаком почётного знака «За заслуги перед Австрийской Республикой» (2001).